# هالند (مینه‌سوتا)
هالند، مینه‌سوتا (به انگلیسی: Holland, Minnesota) یک شهر در ایالات متحده آمریکا است که در شهرستان پایپستون، مینه‌سوتا واقع شده‌است.

## خصوصیات
هالند ۲٫۴۱ کیلومترمربع مساحت و ۱۸۷ نفر جمعیت دارد و ۵۴۰ متر بالاتر از سطح دریا واقع شده‌است.